# Elke Bannicke
Elke Bannicke, zeitweise auch Elke Tewes-Bannicke (* 16. Januar 1955) ist eine deutsche Numismatikerin und Kunsthistorikerin.

## Leben und Wirken
Elke Bannicke studierte Kunstwissenschaften in Halle und schloss ihr Studium 1985 mit einer Diplomarbeit zum Medaillenschaffen Johann Christian Kochs ab. Danach war sie im Kunsthandel tätig, ab 1987 im Berliner Postmuseum. Ab dem 1. April 1989 arbeitete sie als Kuratorin am Münzkabinett Berlin. Ihr Arbeitsbereich waren zu dieser Zeit vor allem die neuzeitlichen Münzen, die vor- und nichtmünzlichen Geldformen sowie ganz besonders das historische Archiv der Staatlichen Münze Berlin, das seit 1953 in wesentlichen Teilen dem Münzkabinett überantwortet war. 1992, 1995 und 1997 wurden dem Münzkabinett weitere Bestandteile des Archivs übergeben, mittlerweile umfasst es 20.000 Katalognummern. Die Arbeit mit diesem Themenbereich mündete in einem 1997 verfassten umfangreichen Aufsatz, 1999 legte sie ein gedrucktes Bestandsverzeichnis vor. 1998 betreute sie mit ihren Kollegen die etappenweise Auslagerung des Münzkabinetts aufgrund der Sanierung des Bode-Museums in das Pergamonmuseum, die Arbeit mit dem Bestand unter diesen Bedingungen und 2006 schließlich die Rückkehr in die angestammten Räume im Bode-Museum. Mittlerweile war Bannicke auch wissenschaftliche Leiterin der Bibliothek des Münzkabinetts. Zudem war sie an der Erstellung des Interaktiven Katalog des Münzkabinetts beteiligt, hier betreute sie wie auch im Münzkabinett mittlerweile die Münzen und Medaillen des deutschsprachigen Raumes der Neuzeit sowie die Geldscheine und Wertpapiere. Der von ihr betreute Bereich umfasste um das Jahr 2020 etwa 213.000 Objekte und war damit der größte Sammlungsteil. Zum 30. April 2019 ging sie in den Ruhestand, Nachfolger wurde Johannes Eberhardt. Als ehrenamtliche Mitarbeiterin ist sie dem Münzkabinett jedoch weiterhin verbunden.
Bannicke wirkte an mehreren Sonderausstellungen des Münzkabinetts wesentlich mit, darunter 2010 in der Ausstellung „Goldgiganten“, 2012 zur Teilausstellung des Münzkabinetts zum Friedrich-Jubiläum, 2014 zu Medaillen des im Ersten Weltkrieg sowie 2018 zum 150. Jubiläum des Münzkabinetts. Daneben verfasste sie zu den Ausstellungskatalogen häufig nennenswerte Beiträge. Zudem hatte sie einen bedeutenden Anteil an der Einrichtung der Dauerausstellung. Als Bibliothekarin verbesserte sie die Bibliotheksordnung und sorgte für eine Schließung von Lücken, die der Abtransport der Bibliothek nach Ende des Zweiten Weltkriegs in die Sowjetunion hinterlassen hatte. Zudem koordinierte sie die Zusammenarbeit mit der Kunstbibliothek der Staatlichen Museen zu Berlin bei der Erfassung des Bestandes für den OPAC der Kunstbibliothek. Unter der Leitung von Elke Bannicke wurde aus einem begrenzten Handapparat für die wissenschaftlichen Mitarbeiter eine bedeutende numismatischen Präsenzbibliothek mit einem eigenen Besucherverkehr.
2020 erhielt Bannicke gemeinsam mit Lothar Tewes den Eligiuspreis der Deutschen Numismatischen Gesellschaft.

## Schriften
- Münz- und Medaillenstempel, Modelle, Proben, Fälschungen. Die Sammlung des ehemaligen Stempelarchivs der Berliner Münze im Münzkabinett. (= Das Kabinett, Band 6), Münzkabinett Berlin, Berlin 1999, ISBN 3-88609-277-1.
- mit Wolfgang Steguweit und Gerhard Schön: Die Gedenkmünzen der DDR und ihre Schöpfer. Kunst, Gesellschaft, Münze. Münzhaus Peus, Frankfurt am Main 2000, ISBN 3-921212-01-4.
- Johann Christian Koch. Medailleur des Barock. (= Die Kunstmedaille in Deutschland, Band 21), Gebr. Mann, Berlin 2005, ISBN 3-7861-2512-0.
- mit Bernd Kluge: Für 8 Groschen ist's genug. Friedrich der Große in seinen Münzen und Medaillen. (= Das Kabinett, Band 13), Münzkabinett Berlin, Berlin 2012, ISBN 978-3-88609-720-3.